# Goryń (województwo łódzkie)
Goryń – wieś w Polsce położona w województwie łódzkim, w powiecie łaskim, w gminie Widawa.
W latach 1975–1998 miejscowość administracyjnie należała do województwa sieradzkiego.